# Boulder Station
Boulder Station – hotel i kasyno, położony przy autostradzie Boulder w Sunrise Manor, w amerykańskim stanie Nevada. Stanowi własność korporacji Station Casinos.
Otwarty 23 sierpnia 1994 roku, obiekt składa się z hotelu z 300 pokojami, pięciu restauracji oraz kasyna o powierzchni 7,000 m².